# 12643 Henkolthof
12643 Henkolthof è un asteroide della fascia principale. Scoperto nel 1973, presenta un'orbita caratterizzata da un semiasse maggiore pari a 2,9497128 UA e da un'eccentricità di 0,0383444, inclinata di 3,31501° rispetto all'eclittica.